# A Town Called Paradise
A Town Called Paradise ist das fünfte Studioalbum des niederländischen House-DJs Tiësto. Es erschien am 16. Juni 2014, jedoch wurden zuvor bereits zwei Lieder als Single ausgekoppelt. Im Frühjahr erschien das Lied Red Lights und im Sommer der Track Wasted. Ebenfalls wurde das Lied Let's Go digital zum Verkauf bereitgestellt.

## Hintergrund
Tiesto gab Ende des Jahres 2013 bekannt, dass er an einem neuen Studioalbum arbeite. Am 25. Januar 2014 wurden Veröffentlichungsdatum und Tracklist bekannt gegeben. Der Name des Albums ist eine Anspielung auf die Stadt Las Vegas, wo er in den Clubs Hakkasan und Wet Republic als Resident-DJ arbeitet. Er sagte mehrfach, dass diese Stadt für ihn etwas ganz Spezielles habe und er sehr von ihr inspiriert werde.

### Promotion
Bereits bei früheren Live-Auftritten spielte er Lieder des Albums. Insbesondere über die Lieder Red Lights, Footprints und Let's Go wurden im Internet oft diskutiert, weil Mitschnitte verschiedener Auftritte, unter anderem beim Ultra Music Festival 2013, im World-Wide-Web verbreitet wurden. Dies war auch der Grund, warum das Lied Footprints lange als erste bzw. als zweite Single-Auskopplung gehandelt wurde. Dies verstärkte sich, als im Februar 2014 die Studioversion illegal im Netz hochgeladen wurde. Ebenfalls spielte Tiesto eine Kollaboration mit Hardwell bei einem seiner Auftritte. Anders als die meisten House-DJs gab er bekannt, dass er einen Großteil der Titelliste nicht vor Veröffentlichung des Albums auf seiner Clubtour spielen werde. Mitte Mai 2014 wurde eine Webseite namens www.atowncalledparadise.com erstellt, auf der man per Google Street View die Stadt Las Vegas erkunden muss, um das offizielle Album-Cover zu entdecken. Man wird in Richtung eines roten Punktes, der auf dem Radar angezeigt wird, durch die Wüste des Nevada navigiert. Je näher man sich dem Ziel nähert, desto lauter wird die Musik dreier Tracks von Tiesto. Es gibt drei Level. Das Ziel des ersten Levels ist das Single-Cover des Liedes Wasted. Das zweite Ziel bildet das Cover der Single Red Lights ab. Als letztes muss man das offizielle Album-Cover finden.

### Kollaborationen
Auf diesem Album ist kein Solo-Track zu finden. Er arbeitete bei allen Liedern mit verschiedenen Sängern und anderen House-DJs zusammen. Jedoch wurde bei dem ersten Titel der Gastmusiker Michel Zitron, bekannt als Studiopartner von John Martin, nicht angegeben, ein Grund dafür wurde nicht bekannt gegeben. Gesangsbeiträge steuerte zudem Matthew Koma, das schwedische Dance-Pop-Duo Icona Pop sowie die, aus dem DJ Kris Tindl und den beiden Sängerinnen Yasmine und Jahan Yousaf bestehendem, Dubstep-Trio Krewella und dem durch Aviciis Fade Into Darkness bekannten Musiker Andreas Moe bei. Ebenfalls erscheinen auf dem Album Zusammenarbeiten mit anderen DJs und Dance-Projekten. Darunter sind Kooperationen mit Hardwell, Dzeko & Torres, Firebeatz und Sultan & Ned Shepard. Über Songwriter, die an der Platte mitwirkten wurde bisher nichts ausgesagt. Anzumerken ist hierbei, dass die Lieder Shimmer mit Christian Burns und The Feeling mit Ou Est Le Swimming Pool bereits existierten. Es handelt sich dabei lediglich um eine Neuaufnahme.

## Rezeption
Anfangs wurde hohe Erwartungen in das Album gesteckt, jedoch verschwanden diese als die ersten beiden Singles Red Lights und Wasted veröffentlicht wurden. Bemängelt wurde daran, dass der Stil stark in den kommerziellen Bereich der Dance-Musik gehe und sich zu wenig von der Masse abhebe. Letztlich entpuppte sich das Album als vielseitig. Neben den Dance-Pop Tracks waren auch Elektro- und Progressive-Houses Beats vorhanden.

## Singles

### Red Lights
Red Lights wurde als erste Single des Albums ausgekoppelt. Das Lied erschien am 21. Februar 2014 in den Läden und wurde vom Schwedischen Produzenten und Sänger Michel Zitro gesungen. Das offizielle Musikvideo feierte am 10. Februar 2014 Premiere. Es wurde von Skinny gedreht. Im Musikvideo ist anfangs eine junge, blonde Frau zu sehen. Sie langweilt sich in ihrem alltäglichen Leben, bei dem sie lediglich ihre Arbeit in einem Restaurant absolviert. Eines Tages stoppen zwei Männer auf ihren Motorrädern an dem Restaurant. Einer hatte eine andere junge, braunhaarige Frau hinter sich sitzen. Sie betreten das Café. Die Brünette flüstert der blonden während der Bedienung ins Ohr, dass sie auf das Motorrad aufgestiegen ist, um dem Alltag zu entfliehen. Sie beschließt dies ebenfalls zu tun und folgt steigt ebenfalls hinter dem zweiten Mann aufs Motorrad. Nach einiger Zeit machen sie Rast und ziehen zu zweit weiter. Ihr Ziel ist es, rechtzeitig zum Konzert von Tiesto, das in Las Vegas, was eine Anspielung auf den Titel des Studioalbums ist, stattfindet, zu kommen. Per Anhalter erreichen sie die Stadt und treffen Tiesto persönlich. Dieser schaut den beiden mit einem Grinsen hinterher und spielt nun sein Konzert. Das Video wurde bis heute 15 Millionen Mal aufgerufen. Auch die Single verkaufte sich gut und konnte bereits die Charts in mehr als 10 Ländern erreichen. Darunter Top-10-Platzierungen in Australien und Norwegen. In Schottland erreichte das Lied Platz-eins. Tiesto wurde für den Track mit zahlreichen Schallplatten ausgezeichnet.

### Wasted
Wasted wurde als zweite Single ausgekoppelt. Sie erschien erstmals am 22. April 2014 in ausgewählten Ländern. Aufgenommen wurde das Stück gemeinsam mit dem US-amerikanischen Sänger Matthew Koma. Videopremiere fand am 25. April parallel mit der Ankündigung seines neuen Albums statt. Das Musikvideo beginnt mit einer jungen Frau, die ihre Geburtstagsparty vorbereitet. Sie steht vor einem, voll mit Süßigkeiten gedeckten Tisch und vergleicht ihn mit einem Bild in einer Art Kochbuch. Die ein oder andere Speise schiebt sie noch zurecht, bis es auch an der Tür klingelt. Als die blonde Frau die Tür öffnet stehen dort ihre Freundinnen mit einer Geburtstagstorte in der Hand. Sie bittet sie rein und gemeinsam feiern sie. Die jungen Frauen gehen im Pool baden, spielen Cheerleader, machen Kissenschlachten. Dabei ist anzumerken, dass sie oftmals passende Mundbewegungen zum Lied machen. Später setzen sie sich mit Popcorn auf ein Sofa und schalten den Fernseher ein. Dort beginnt gerade die „Tiesto-Show“. Er kündigt seine neue Single an und Koma kommt ins TV-Studio. Dort beginnt er den Track zu singen. In der Hand hält er ein Mikrofon, das eigentlich aus dem Bereich des Rock ’n’ Roll bekannt ist, dessen Genre er auch auf seiner Solokarriere vertritt, in der Hand. Nachher verabschiedet sich die blonde Frau von ihren Freundinnen und schließt völlig aus der Puste die Tür. Bereits nach einer Woche wurde das Video über eine Million Mal aufgerufen und stieg in die obere Hälfte der Niederländischen und Schwedischen Single-Charts ein. Auch in Deutschland konnte das Lied bereits vor der offiziellen Single-Veröffentlichung durch starke Downloads die Charts erreichen.

## Titelliste
| #                                                   | Titel                  | Gastmusiker                             | Länge |
| CD1                                                 | CD1                    | CD1                                     | CD1   |
| --------------------------------------------------- | ---------------------- | --------------------------------------- | ----- |
| 1                                                   | Red Lights             | Vocals by Michel Zitron                 | 4:22  |
| 2                                                   | Footprints             | feat. Cruickshank                       | 4:17  |
| 3                                                   | Lightyears Away        | feat. DBX                               | 3:43  |
| 4                                                   | A Town Called Paradise | feat. Zac Barnett from American Authors | 4:09  |
| 5                                                   | Written in Reverse     | mit Hardwell feat. Matthew Koma         | 4:28  |
| 6                                                   | Echoes                 | feat. Andreas Moe                       | 4:59  |
| 7                                                   | Last Train             | mit Firebeatz feat. Ladyhawke           | 4:48  |
| 8                                                   | Wasted                 | feat. Matthew Koma                      | 3:10  |
| 9                                                   | Let’s Go               | feat. Icona Pop                         | 3:22  |
| 10                                                  | The Feeling            | feat. Ou Est Le Swimming Pool           | 4:45  |
| 11                                                  | Shimmer                | feat. Christian Burns                   | 3:32  |
| 12                                                  | Rocky                  | mit Kaaze                               | 4:20  |
| 13                                                  | Close To Me            | mit Sultan & Shepard                    | 4:24  |
| 14                                                  | Set Yourself Free      | feat. Krewella                          | 4:39  |
| Bonus-Tracks der digitalen Version & Deluxe Edition |                        |                                         |       |
| 15                                                  | Don’t Hide Your Light  | mit MOTi feat. Denny Wild               | 3:15  |
| 16                                                  | Calling On Angels      | mit Fred Falke feat. Elan Lea           | 3:16  |
| 17                                                  | Can’t Forget           | mit Dzeko & Torres                      | 4:10  |
| 18                                                  | Take Me (Radio Edit)   | Kyler England                           | 3:32  |